# Hans-Joachim Förster (Bildhauer)

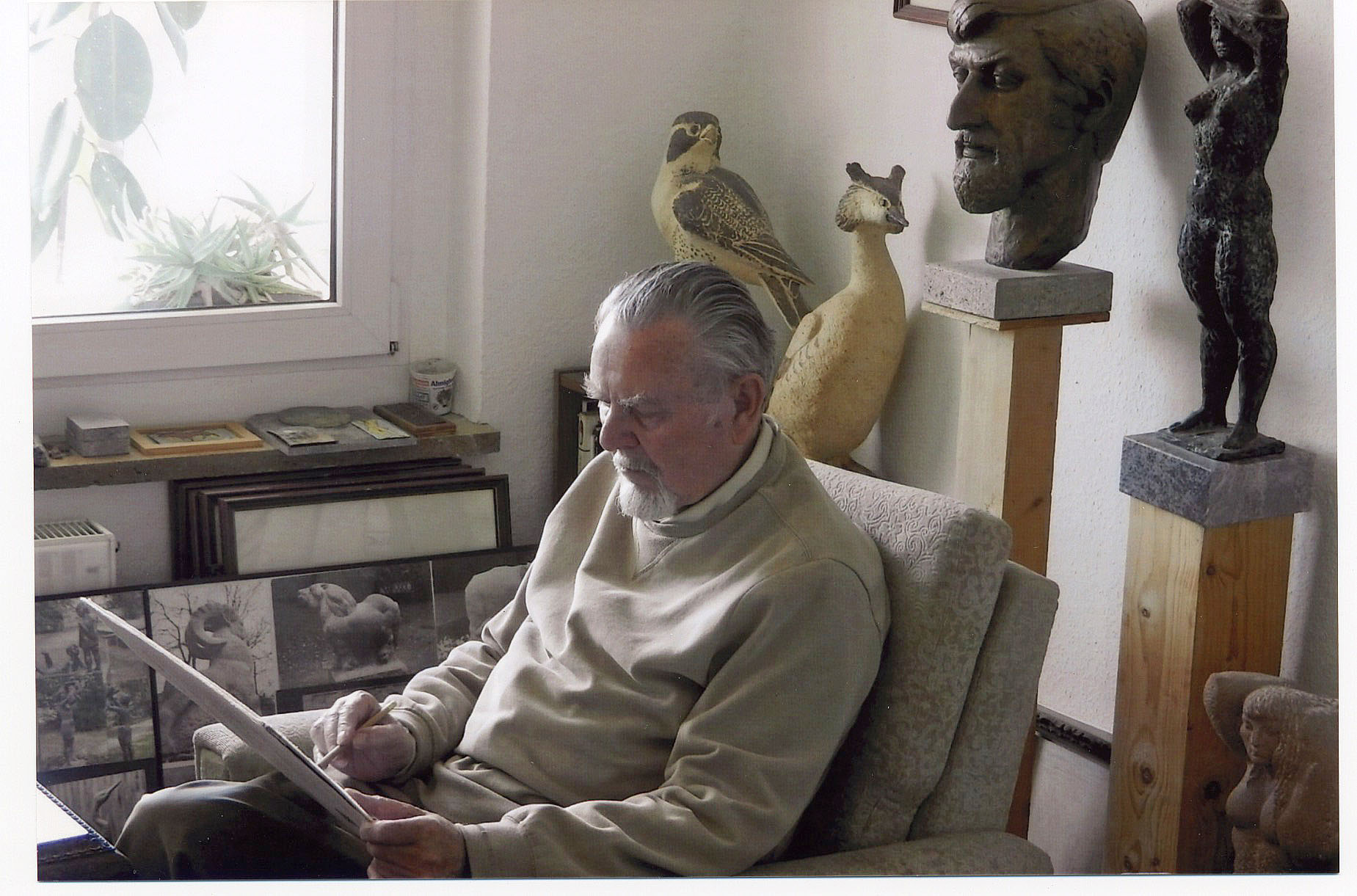
Hans-Joachim Förster, 2014

Hans-Joachim Förster (* 17. Mai 1929 in Leipzig; † 21. Juni 2022 ebenda) war ein deutscher Bildhauer, Elfenbeinschnitzer, Zeichner, Aquarellmaler, Medailleur und Restaurator.

## Leben und Werk
Hans-Joachim Förster absolvierte von 1943 bis 1946 eine Lehre als Steinbildhauer. Von 1946 bis 1951 folgte ein Studium der Fachrichtung Plastik an der Kunstgewerbeschule/Fachschule für angewandte Kunst in Leipzig bei Alfred Thiele und Max Alfred Brumme.
Nach dem erfolgreich abgeschlossenen Studium arbeitete Hans-Joachim Förster von 1952 bis 1965 als Bildhauer und Elfenbeinschnitzer bei der Firma E. Krause in Leipzig.
Ab 1965 war er als freiberuflicher Bildhauer in Leipzig tätig und unterhielt ein Bildhaueratelier im Leipziger Stadtteil Gohlis. Bis in die 1990er-Jahre schuf er neben vielen kleinplastischen Arbeiten zahlreiche größere Kunstwerke in Bronze und Stein für den öffentlichen Raum der Stadt Leipzig und anderer Orte vorwiegend in Sachsen. Daneben entstand ein umfangreiches Konvolut an Zeichnungen und Aquarellen sowie eine Reihe von Medaillen zu den verschiedensten gesellschaftlichen Anlässen.
Von 1971 bis 1977 war Hans-Joachim Förster Lehrbeauftragter für Plastik an der Abteilung Vorstudium der Hochschule für Grafik und Buchkunst Leipzig (HGB) und leitete 1979 das 1. Bildhauerpleinair in Leipzig. Im Jahr 1969 wurde er Mitglied des Beirats für architekturbezogene Kunst beim Rat der Stadt Leipzig.
Als Künstler unternahm er ausgedehnte Studienreisen in die Sowjetunion, die Tschechoslowakei, Bulgarien, Ungarn, Jugoslawien, Rumänien und in die Schweiz.

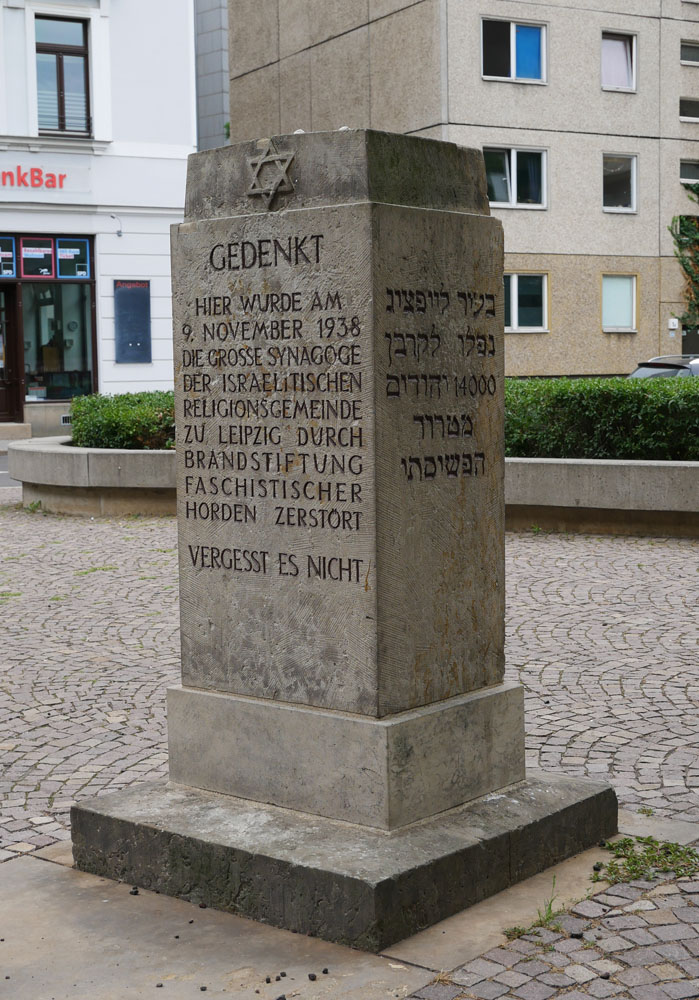
Gedenkstein des Leipziger Synagogendenkmals, Cottaer Sandstein, 1966

Hans-Joachim Förster lebte bis zu seinem Tod in Leipzig.

## Mitgliedschaften
- bis 1990 Verband Bildender Künstler der DDR (VBK)
- Bundesverband Bildender Künstlerinnen und Künstler (BBK)
- Sächsischer Künstlerbund, Landesverband Bildende Kunst Sachsen e. V. (BBK Sachsen)
- Beirat für architekturbezogene Kunst beim Rat der Stadt Leipzig

## Ehrungen
- 1982: Kunstpreis der Stadt Leipzig[2]

## Werke (Auswahl)

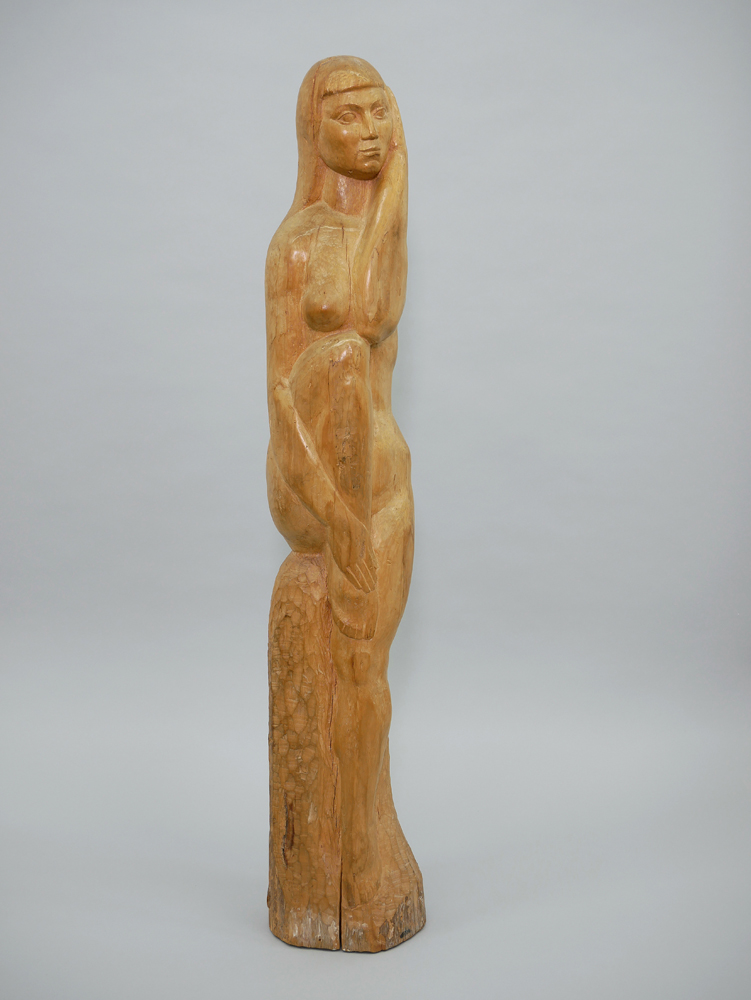
Wartende, Holzplastik, 1973

### Plastiken (Auswahl)
- 1969: Liegende, Speckstein, Museum der bildenden Künste, Leipzig
- 1965: Aufstrebende, Elfenbein, Privatbesitz
- 1971: Porträtbüste Arno Rink, Bronze, Privatbesitz
- 1971: Turnende Kinder, Bronze, Stadtgeschichtliches Museum Leipzig
- 1975: Paar, Eichenholz, Privatbesitz
- 1979: Der Wählerische (Urteil des Paris), Marmorrelief, Kunstsammlung der Universität Leipzig
- 1982: Nach dem Bad, Holz, 78 × 22 cm, 1982, Kunsthalle der Sparkasse Leipzig[3]
- 1985: Torwart, Bronze, Kunstsammlung der Universität Leipzig
- 1985: Antiker Fünfkampf, Sandsteinrelief, Kunstsammlung der Universität Leipzig
- 1991: Esel, Kleinbronze, Privatbesitz

### Medaillen und Plaketten (Auswahl)
- 1974: Ehrenplakette der Stadt Döbeln, Bronzeguss
- 1974: Gutenberg-Preis der Stadt Leipzig, Bronzeguss
- 1978: Wilhelm-Ostwald-Medaille der Sächsischen Akademie der Wissenschaften, Bronzeguss
- 1987: Plakette „135 Jahre Institut für Düngungsforschung Justus von Liebig“, Bronzeguss
- 1997: Medaille zur Verleihung der Würde eines Ehrensenators der Universität Leipzig, Bronzeguss

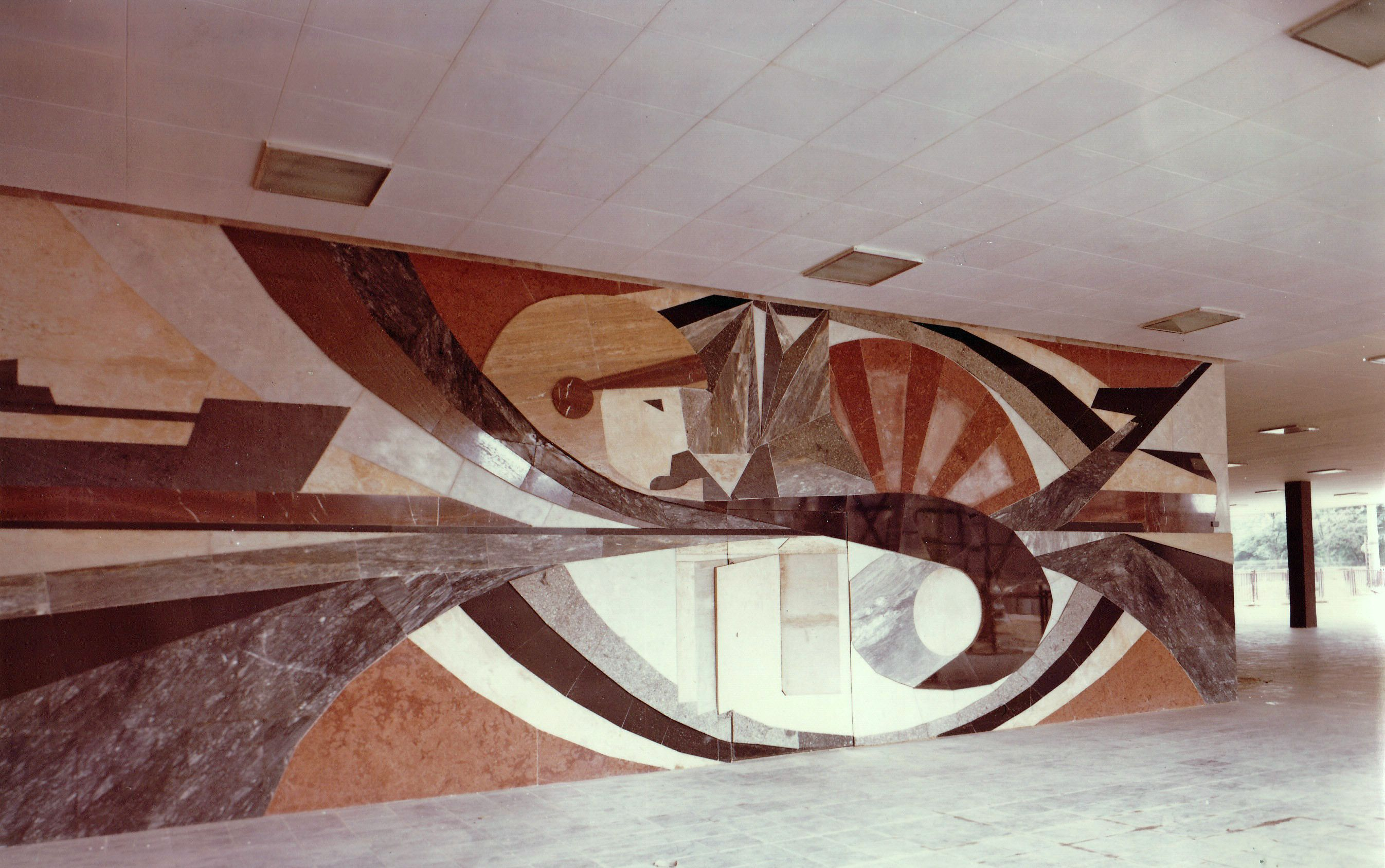
Natursteinintarsienwand am Wintergartenhochhaus in Leipzig, 1974

### Kunst im öffentlichen Raum (Auswahl)
- 1966: Gedenkstein des Leipziger Synagogendenkmals, Cottaer Sandstein[4]
- 1967: Schwarzer Panther, Bronze, Zoo Leipzig
- 1970: Mutter und Kind, Bronze, Stadtpark Eilenburg
- 1978: Tiger, Bronze, Zoo Leipzig
- 1980: Vater und Sohn, Bronze, Leipzig-Schönefeld
- 1981: Ringende, Sandstein, Leipzig-Grünau[5]
- 1984: Denkmal „100 Jahre Steinmetzarbeit in Beucha“, Granitporphyr, Beucha
- 1987: Bärengruppe, Sandstein, Aquavita Sport- und Freizeitbad, Torgau
- 1985: Trinkbrunnen, Keramik und Bronze, Wildpark Leipzig
- 1987: Denkmal-Ensemble mit Büste Justus von Liebig, Bronze und Porphyr, Nossen

### Baugebundene Kunst (Auswahl)
- 1974: Außenwandgestaltung „Leipzig - Zentrum des Verkehrs“, Natursteinintarsien am Wintergartenhochhaus in Leipzig – Verbleib unbekannt
- 1980: Innenwandgestaltung „Gebündelte Energie“, Natursteincollage im Foyer des Gebäudes des VEB Starkstromanlagenbau Leipzig (spätere Siemens-Zentrale in Leipzig) in der Nordstraße – Verbleib unbekannt

## Museen und öffentlichen Sammlungen mit Werken Försters (mutmaßlich unvollständig)
- Stiftung Deutsches Historisches Museum, Berlin
- Museum der bildenden Künste, Leipzig
- Kunstsammlung der Universität Leipzig
- Stadtgeschichtliches Museum Leipzig
- Kunsthalle der Sparkasse Leipzig[6]
- Kunstmuseum Kloster Unser Lieben Frauen Magdeburg
- Museum der Stadt Borna
- Museum Burg Gnandstein

Werkbeispiele
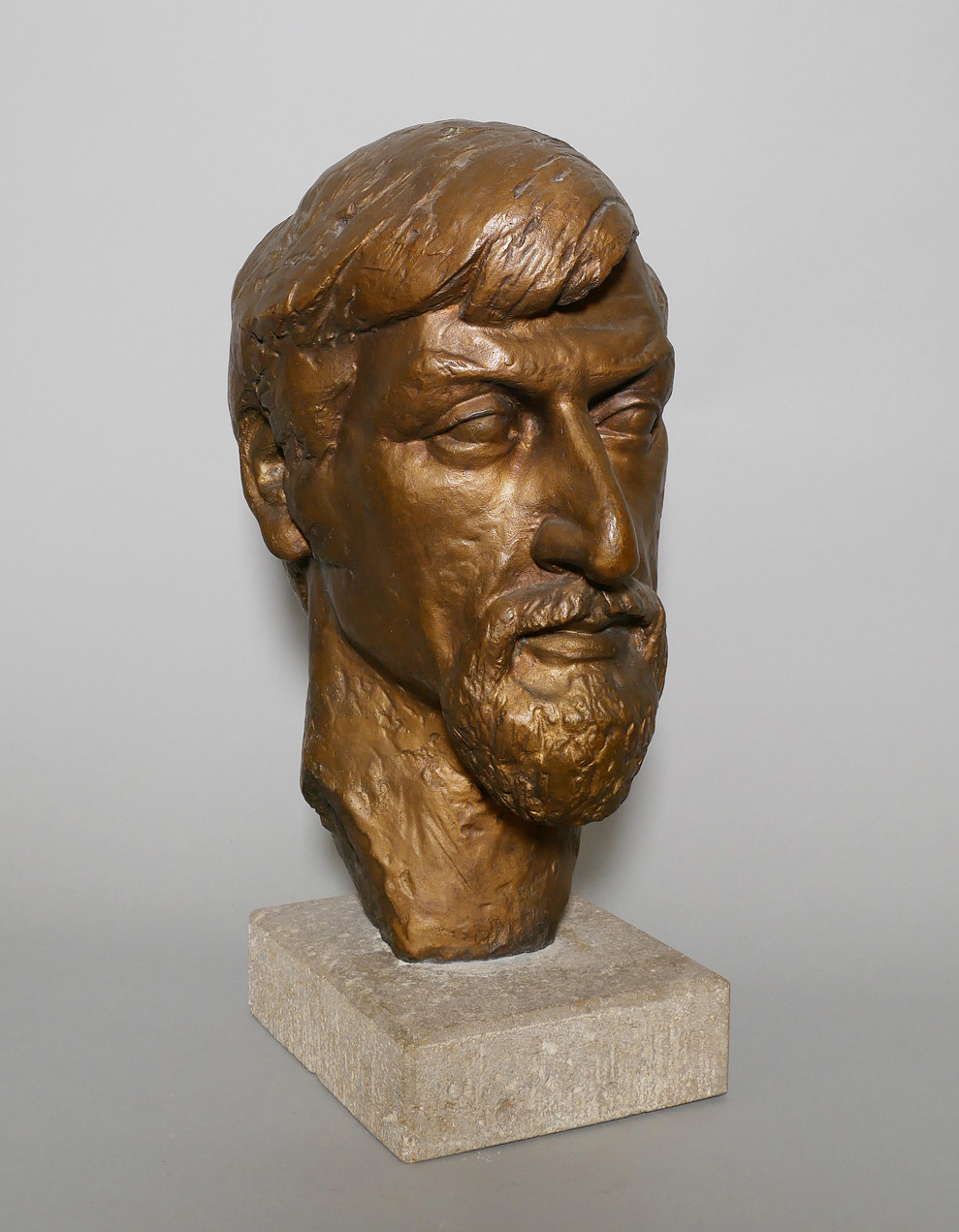
Porträtbüste Arno Rink, Bronze, 1971
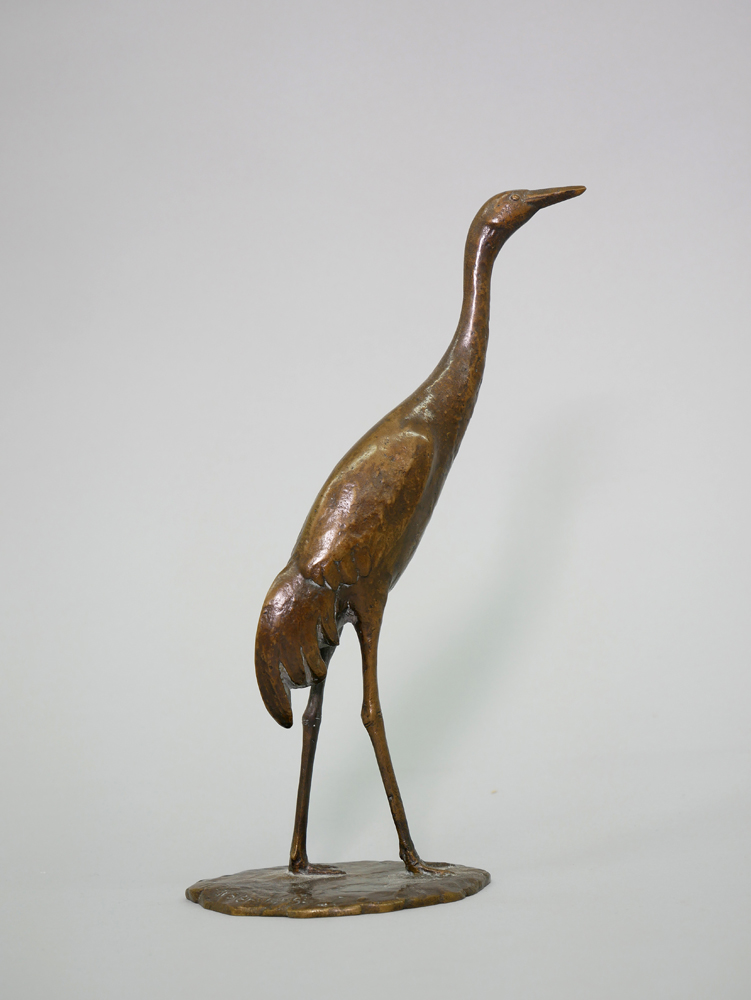
Kranich, Kleinbronze, 1987
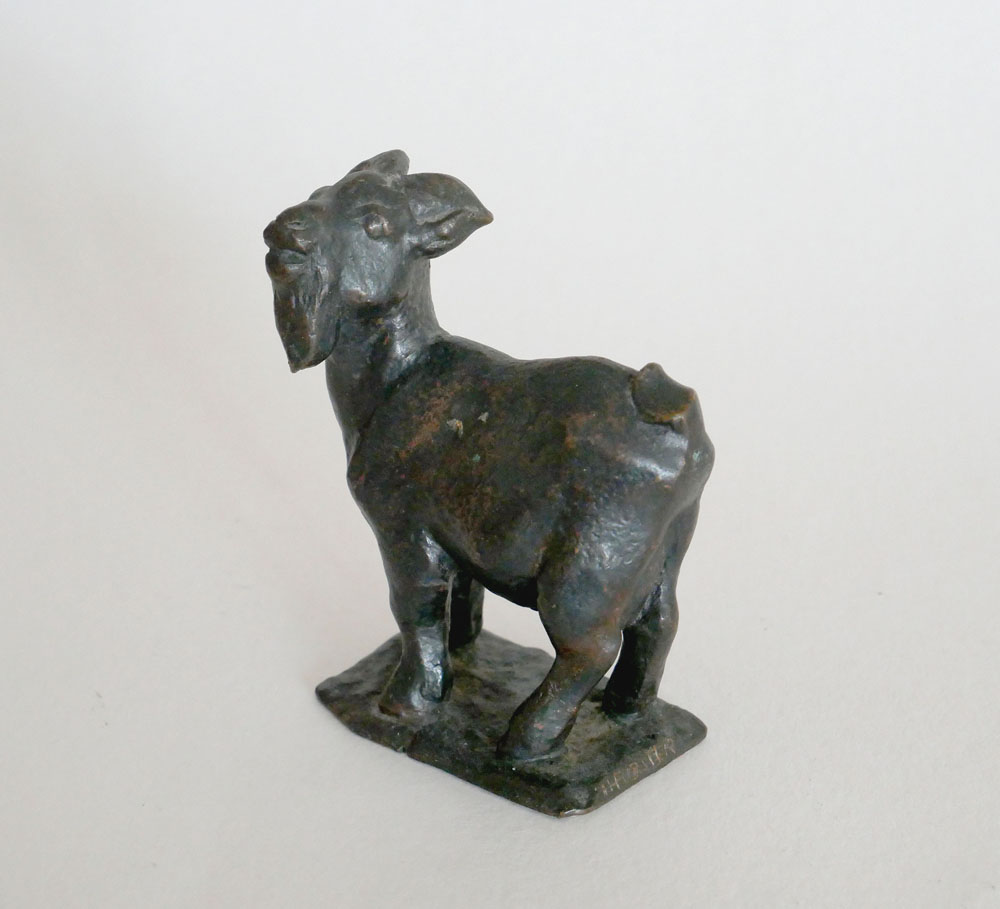
Ziegenbock, Kleinbronze, 1991
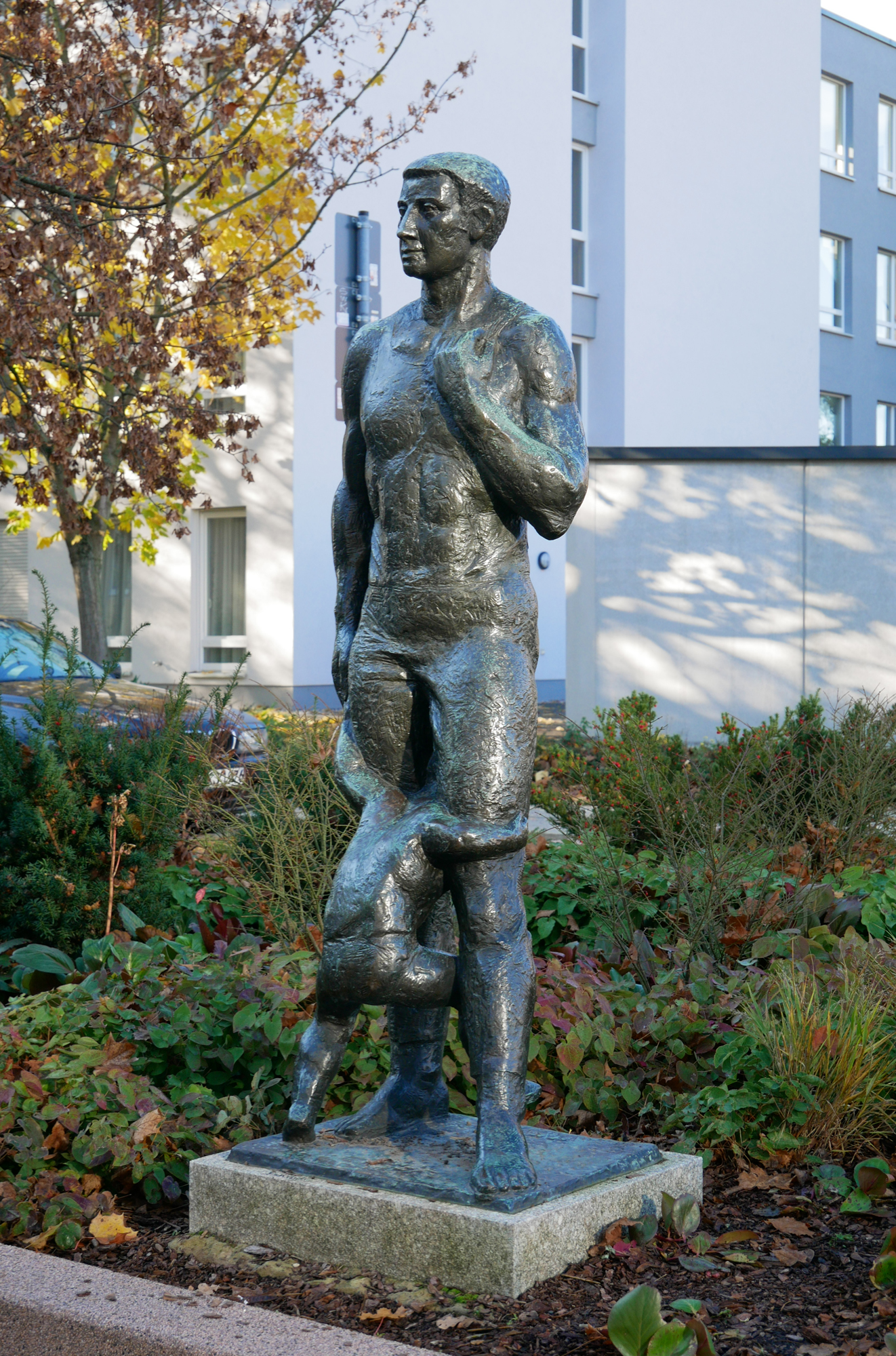
Vater und Sohn, Leipzig-Schönefeld, Bronze, 1979
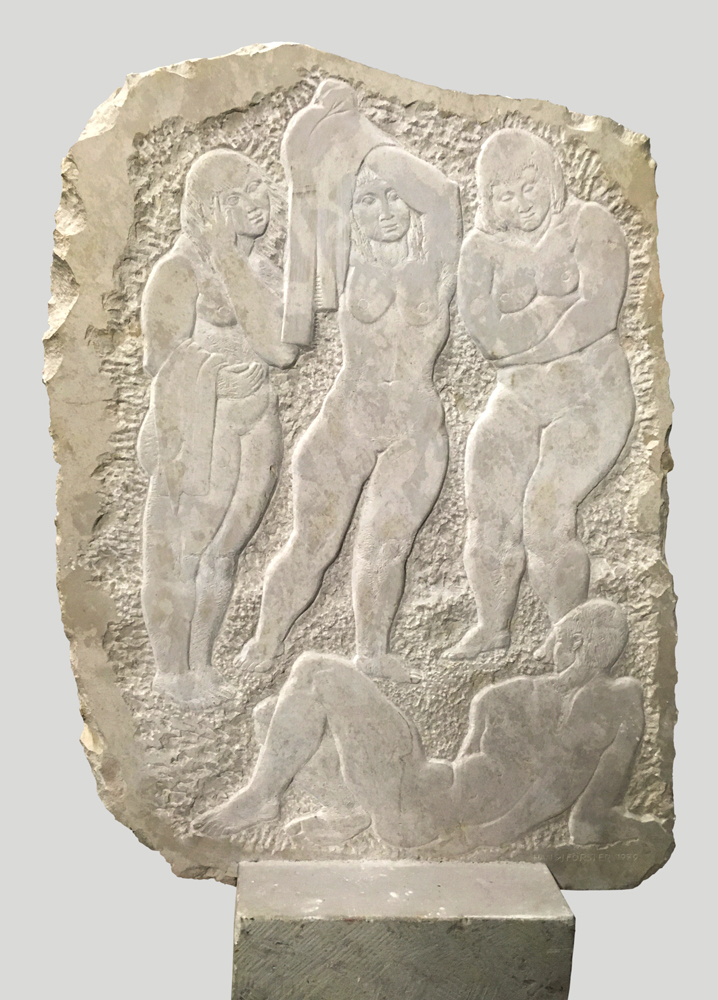
Der Wählerische (Urteil des Paris), Marmorrelief, 1979
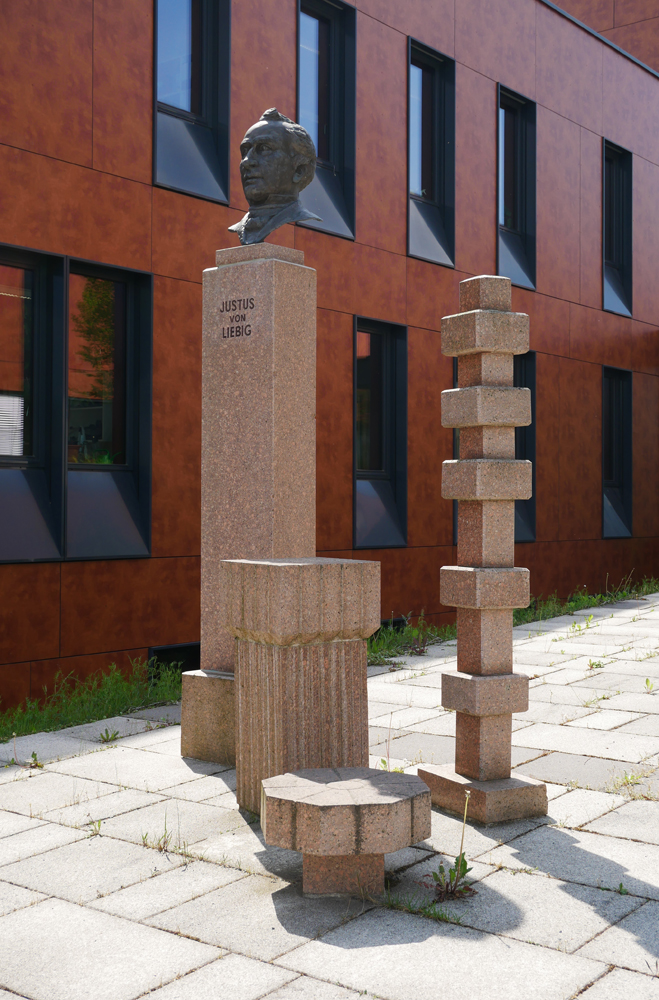
Denkmalensemble mit Büste Justus von Liebig in Nossen, 1987
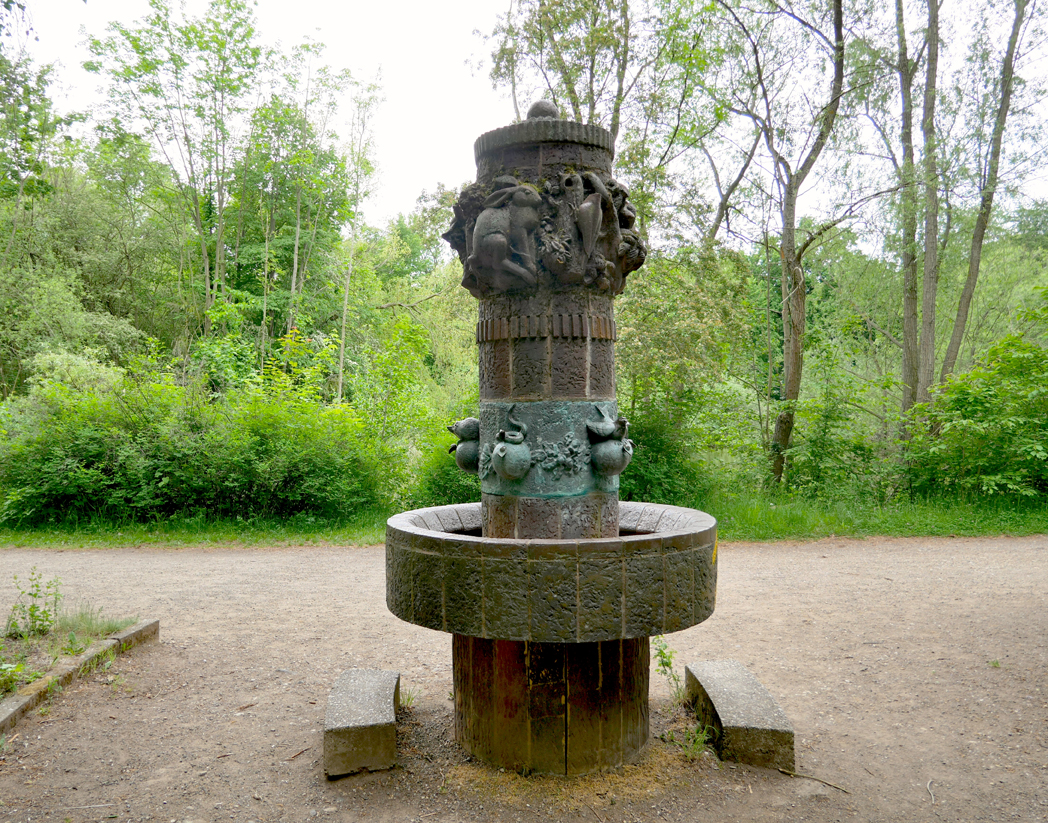
Trinkbrunnen im Wildpark Leipzig, Keramik und Bronze, 1985

## Ausstellungen (Auswahl)

### Einzelausstellungen
- 1973: Galerie Wort und Werk, Leipzig (mit Joachim Kratsch)
- 1975: Kunsthaus am Markt, Grimma
- 1976: Museum der bildenden Künste, Leipzig (Zeichnungen)
- 1976: Galerie Kunst der Zeit, Leipzig
- 1979: Galerie Kunst der Zeit, Leipzig (mit Erich Franke)
- 1980: Schloß Mosigkau, Orangerie, Dessau („Kunst am Bau. Plastik, Keramik.“. Mit Elfriede Ducke und Karl-Heinz Häse)
- 1986: Kleine Galerie, Torgau
- 1990: Kulturhaus, Kleine Galerie im Kulturhaus, Mölkau
- 1992: Burg-Galerie, Burg Gnandstein
- 1999: Galerie art Kapella, Schkeuditz

### Ausstellungsbeteiligungen
- 1974, 1979, 1985: Bezirkskunstausstellung, Leipzig
- 1975: 2. Wanderausstellung Kleinplastik/Graphik der Sektion Plastik des VBK-DDR
- 1977: Kunst und Sport, Leipzig
- 1977/1978: VIII. Kunstausstellung der DDR, Albertinum, Dresden
- 1979, 1980: Junge Bildhauerkunst der DDR, Albertinum, Dresden
- 1984: Kunst in Leipzig 1949–1984 Museum der bildenden Künste, Leipzig
- 1987: Wirklichkeit und Bildhauerzeichnung, Dresden (auch international)
- 1991: Zeitgenössische Keramik in Sachsen, Schloss Pillnitz
- 1992: 1. Ausstellung des BBKL, Leipzig/Holzminden

weitere Ausstellungsbeteiligungen in Budapest, Kiew, Kraków und Zagreb